# Fort Sint-Steven
Fort Sint-Steven (ook: Sint-Stephanus) is een fort dat zich bevindt ten noordoosten van Zelzate en dat behoort tot de Linie van Communicatie tussen Hulst en Sas van Gent.
Het fort is gelegen aan de Stekkerdijk, die de liniedijk is en samenvalt met de Belgisch-Nederlandse grens. Het ligt tussen de Redoute Sint-Pieter en het Fort Sint-Bernard in.
Hoewel vlak bij de grensovergang van de Traktaatweg, een autoweg, gelegen, zijn de contouren van het fort nog goed in het landschap te herkennen.